# Guido Gezelleprijs
De Guido Gezelleprijs was een literatuurprijs die van 1941 tot 2002 vijfjaarlijks werd toegekend voor een in het Nederlands geschreven verzenbundel. De prijs is opgericht door het Guido Gezelle-comité en werd toegekend door de Koninklijke Academie voor Nederlandse Taal- en Letterkunde (KANTL) in Gent. In 2003 werden de prijzen van KANTL gereorganiseerd en werden nieuwe vijfjaarlijkse prijzen toegekend.

## Gelauwerden
- 2002 - Peter Theunynck voor De bomen zijn paars en de hemel
- 1997 - Charles Ducal voor Moedertaal
- 1992 - Adriaan Magerman voor Mei Requiem
- 1987 - Fernand Florizoone voor Op de bermen van de tijd
- 1982 - Gwij Mandelinck voor De droefheid is in handbereik
- 1977 - Lieven Rens voor Leander
- 1972 - Gery Helderenberg voor Pentaphonium
- 1967 - René Verbeeck voor De zomer staat hoog en rijp
- 1962 - Gery Helderenberg voor dichtbundels verschenen in de periode
- 1957 - Jos De Haes voor Gedaanten
- 1952 - Jozef De Belder voor Ballade der onzekerheden
- 1947 - Marcel Brauns voor Zangen van onmacht